# Adam Granduciel

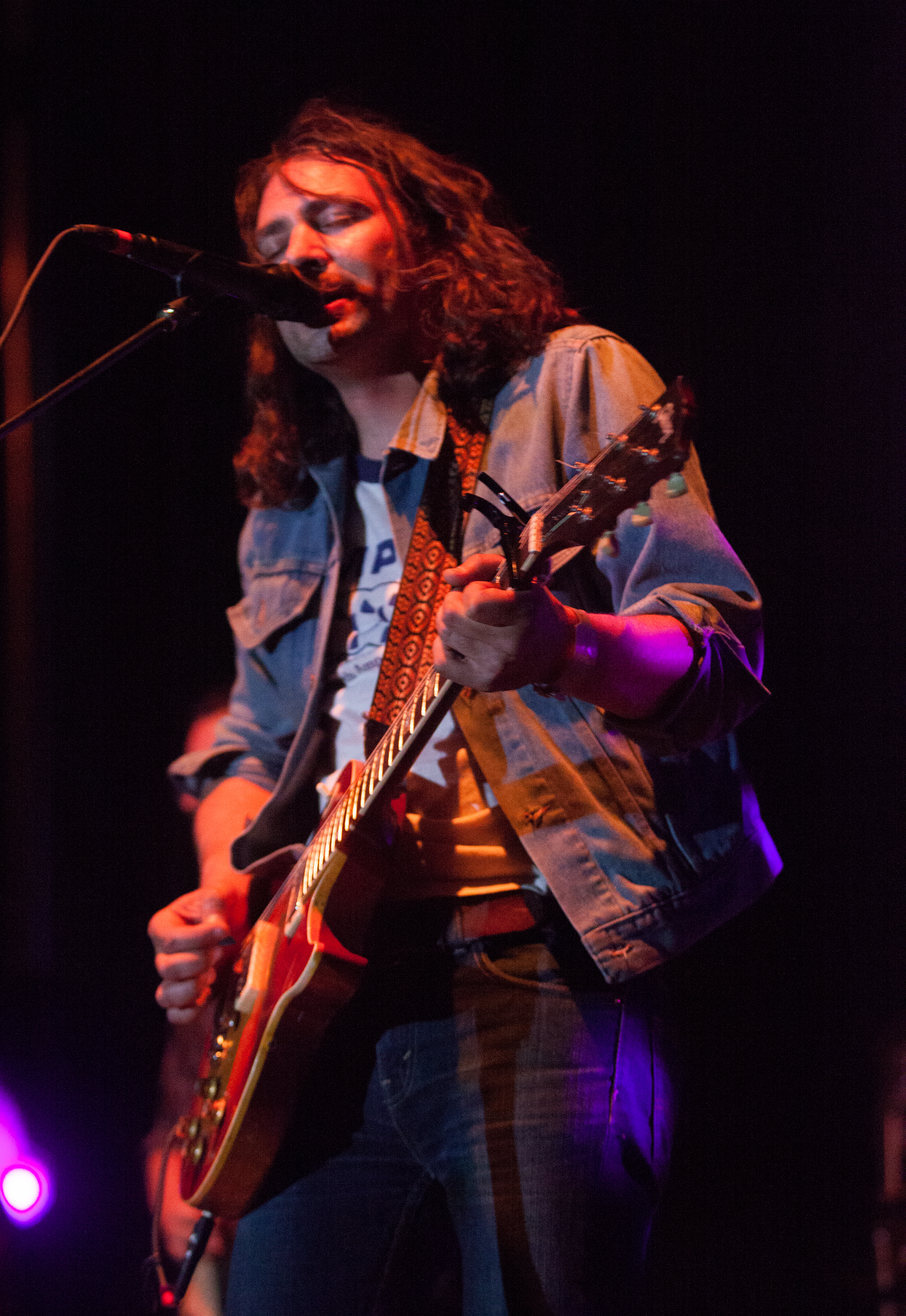
Granduciel beim Austin Psych Fest 2014

Adam Granduciel (* 15. Februar 1979 in Dover, Massachusetts als Adam Granofsky) ist ein US-amerikanischer Musiker, Musikproduzent, Songschreiber und Bandleader der Indie-Rock-Band The War on Drugs.

## Leben
Adam Granduciel wurde 1979 als mittleres von drei Kindern eines russischstämmigen Vaters in Massachusetts geboren. Er besuchte die private Roxbury Latin School in Roxbury. Sein Französischlehrer dort witzelte einmal, dass die wörtliche Übersetzung seines Nachnamens Gran-of-sky ins Französische Gran-du-ciel wäre. Als er Jahre später seine ersten Kassetten mit Gitarrenaufnahmen anfertigte, beschriftete er diese mit dem Namen Granduciel und verwendete es seitdem als Pseudonym.
Granduciel studierte Geschichte und Kunst am Dickinson College in Carlisle und lebte danach zwei Jahre in der San Francisco Bay Area, wo er sich als Künstler erfolglos an einem figurativen, von Künstlern wie Richard Diebenkorn und Elmer Bischoff inspirierten Stil versuchte. Beim Malen hörte er Musik von Künstlern wie Jimi Hendrix, Joni Mitchell, Neil Young oder Led Zeppelin, was ihn schließlich zum Produzieren eigener Musikstücke anregte.
Im Jahr 2002 kehrte er nach Neuengland zurück, wo er Musiker wie Carter Tanton kennenlernte und sich schließlich entschied, professionell Musik zu machen. 2003 ließ Granduciel sich in Philadelphia nieder, wo er Kurt Vile begegnete. Granduciel und Vile gründeten im Jahr 2005 die Band The War on Drugs, die sie nach dem „Krieg gegen Drogen“ der US-Regierung benannten. 2008 erschien das Debüt-Album Wagonwheel Blues auf Secretly Canadian. Nach einer Europa-Tournee stieg Kurt Vile Ende 2008 aus der Band aus und konzentrierte sich auf seine Solokarriere. Granduciel unterstützte Vile noch für einige Zeit sporadisch bei Liveauftritten als Teil der The Violators.
Galt Granduciels Band nach dem zweiten Longplayer Slave Ambient noch als Geheimtipp, wurde das 2014 veröffentlichte Album Lost in the Dream von der Kritik einhellig positiv bewertet. Für das vierte Album A Deeper Understanding wurde die Band bei den Grammy Awards 2018 mit einem Grammy in der Kategorie Bestes Rockalbum ausgezeichnet.
Seit dem Jahr 2014 ist Granduciel mit der Schauspielerin Krysten Ritter liiert. Ihr gemeinsamer Sohn wurde am 29. Juli 2019 in Los Angeles geboren.